# Pławnica (wieś)

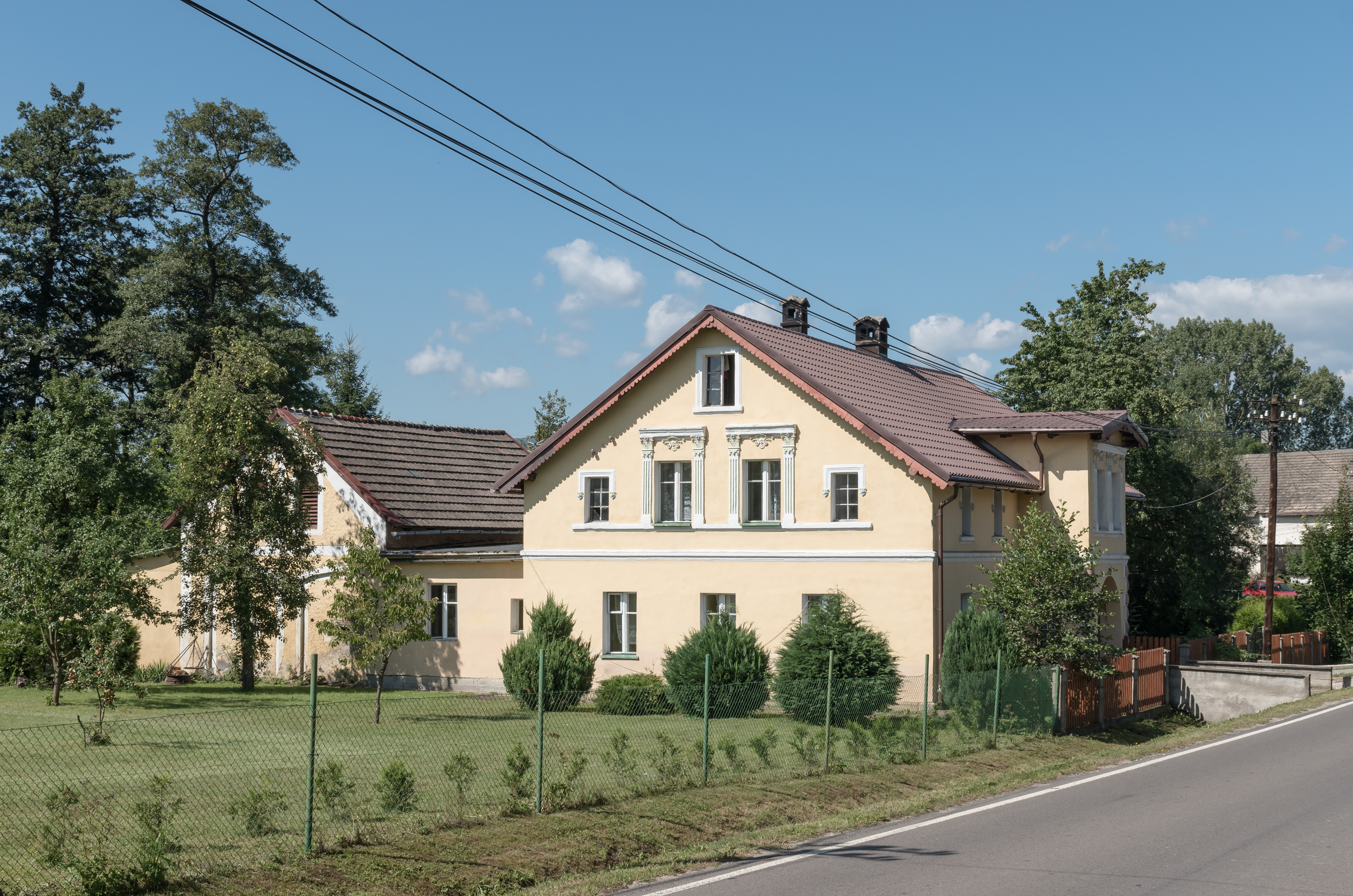
Budynki w Pławnicy

Pławnica (niem. Plomnitz) – wieś w Polsce położona w województwie dolnośląskim, w powiecie kłodzkim, w gminie Bystrzyca Kłodzka.

## Położenie
Pławnica to duża wieś łańcuchowa o długości około 3 km, leżąca u południowo-zachodniego podnóża Wysoczyzny Idzikowa, w Rowie Górnej Nysy, na wysokości około 360–400 m n.p.m. Miejscowość sąsiaduje od południowego wschodu z Bystrzycą Kłodzką i położona jest przy drodze do Stronia Śląskiego.

## Historia
Początki Pławnicy sięgają XIV wieku. W swojej historii wielokrotnie dotykały ją zniszczenia wojenne i epidemie. W okresie wojny trzydziestoletniej uciskani chłopi wzniecili bunt i oblegli Bystrzycę. Po stłumieniu powstania przez lisowczyków buntownicy zostali poddani przymusowej rekatolizacji. Podczas II wojny śląskiej (1744-1745) w sąsiedztwie wsi doszło do bitwy pomiędzy wojskami austriackimi dowodzonymi przez ówczesnego właściciela Pławnicy hrabiego Georga Oliviera von Wallisa, a armią pruską. Po klęsce Austriaków Wallisowie zatrzymali większość swoich dóbr i wieś rozwijała się pomyślnie. W 1840 roku w Pławnicy były 142 domy, dwór, dwa młyny wodne, olejarnia i gorzelnia. W XIX wieś znalazła się na trasie pielgrzymkowej z Bystrzycy do sanktuarium na Iglicznej i powstało tutaj niewielkie letnisko.

## Zabytki
Do wojewódzkiego rejestru zabytków wpisane są:
- oficyna dworska z XVIII wieku,
- kolumna z płaskorzeźbą Trójcy Św., kam., 1747

## Szlaki turystyczne
droga Szklary-Samborowice – Jagielno – Przeworno – Gromnik – Biały Kościół – Żelowice – Ostra Góra – Niemcza – Gilów – Piława Dolna – Góra Parkowa – Bielawa – Kalenica – Nowa Ruda – Sarny – Tłumaczów – Radków – Skalne Wrota – Pasterka – Karłów – Lisia Przełęcz – Białe Skały – Skalne Grzyby – Batorówek – Batorów – Skała Józefa – Duszniki-Zdrój – Schronisko PTTK „Pod Muflonem” – Szczytna – Zamek Leśna – Polanica-Zdrój – Przełęcz Sokołowska – Łomnicka Równia – Huta – Zalesie – Stara Bystrzyca – Bystrzyca Kłodzka – Pławnica – Szklary – Igliczna – Międzygórze – Jawor – Przełęcz Puchacza